# Kojetín (okres Havlíčkův Brod)
Kojetín (německy Kojetin) je obec v okrese Havlíčkův Brod v Kraji Vysočina. Žije zde 175 obyvatel. V obci je prodejna Jednoty a pobočka firmy Vesa Česká Bělá. Součástí obce je též osada Pouch.

## Historie
První písemná zmínka o obci pochází z roku 1351.
| Rok            | 1869 | 1880 | 1890 | 1900 | 1910 | 1921 | 1930 | 1950 | 1961 | 1970 | 1980 | 1991 | 2001 | 2006 | 2014 |
| Počet obyvatel | 448  | 483  | 475  | 410  | 384  | 410  | 401  | 285  | 252  | 230  | 215  | 175  | 163  | 165  | 156  |

## Galerie

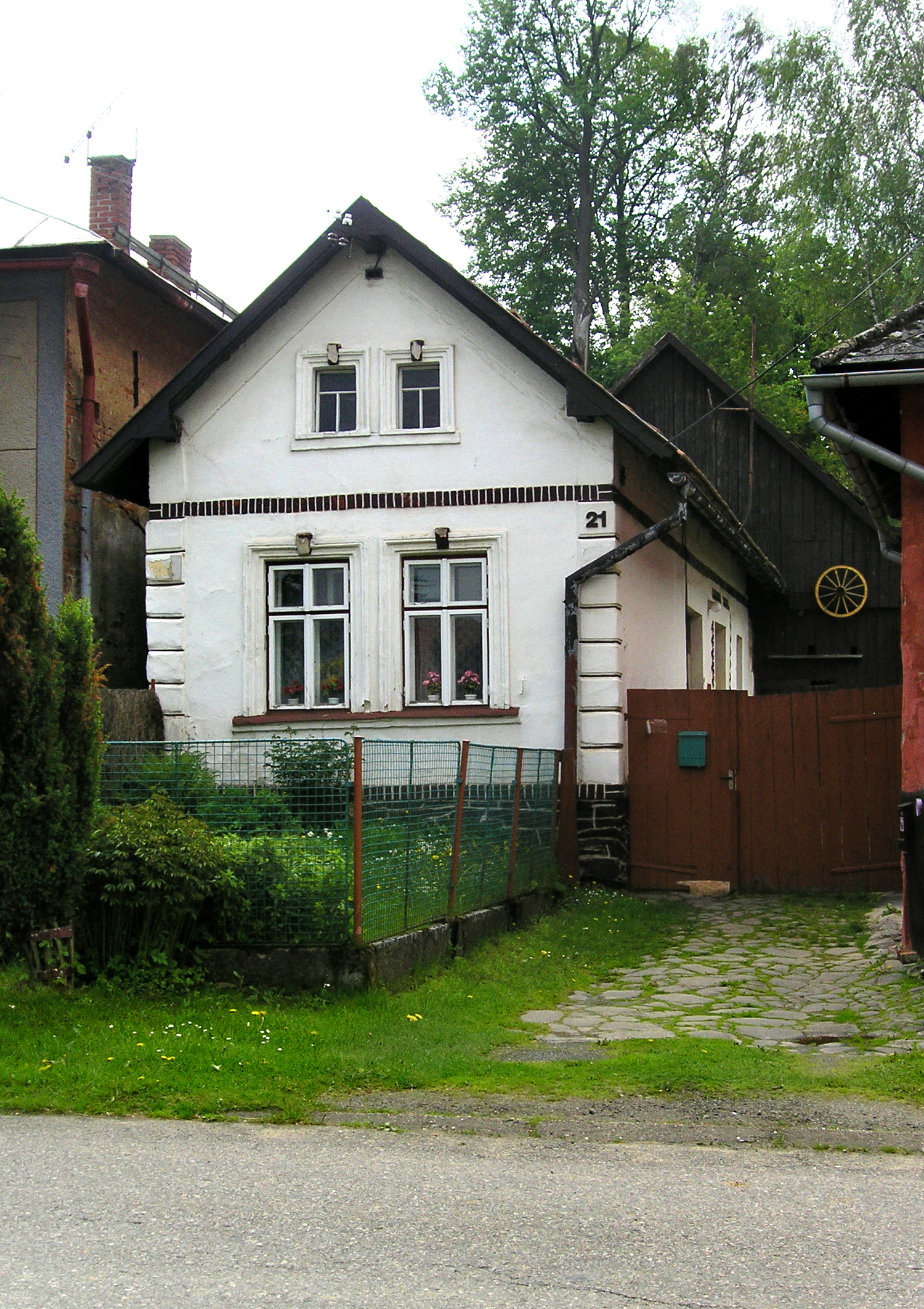
Domek v jižní části
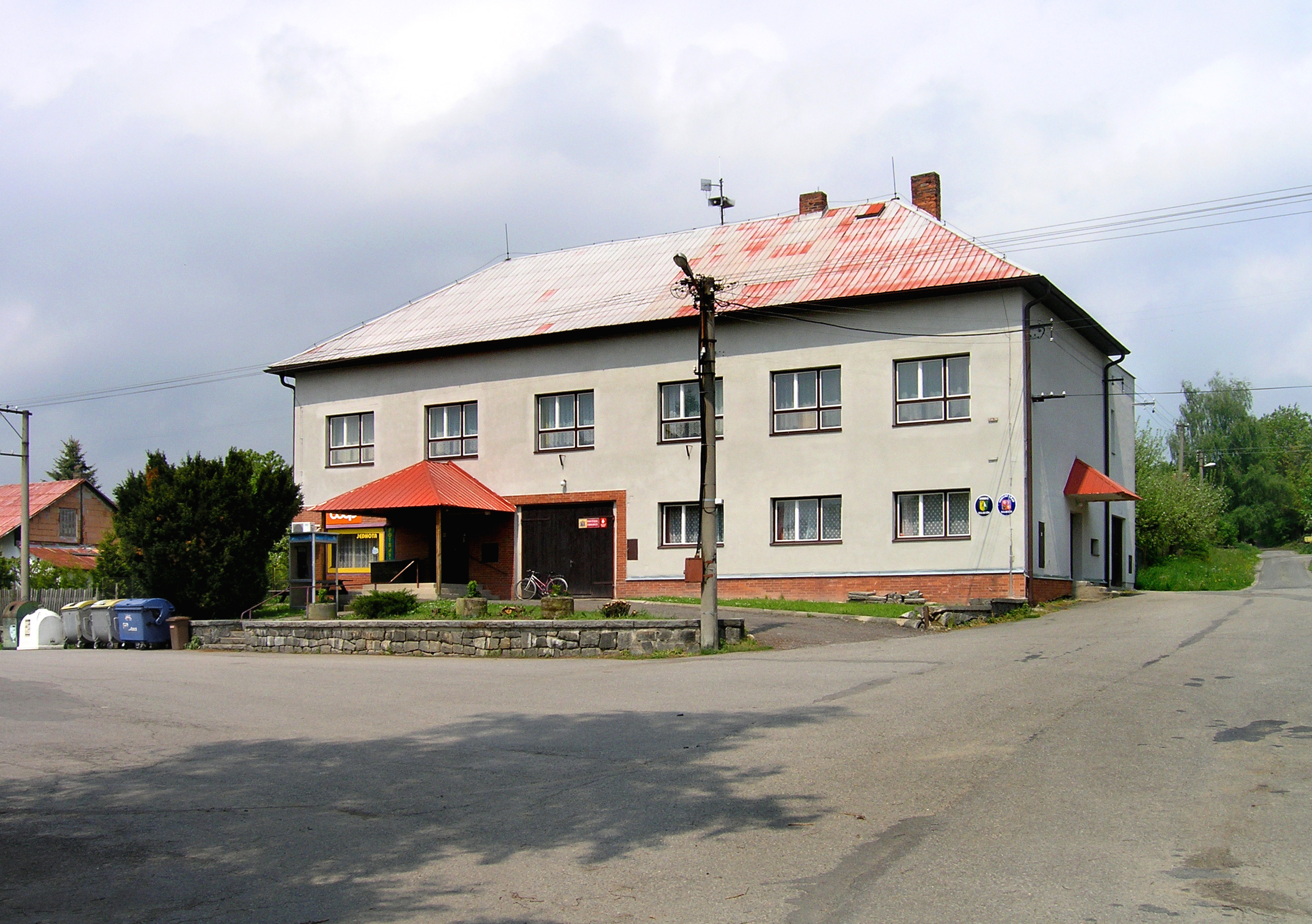
Obecní úřad
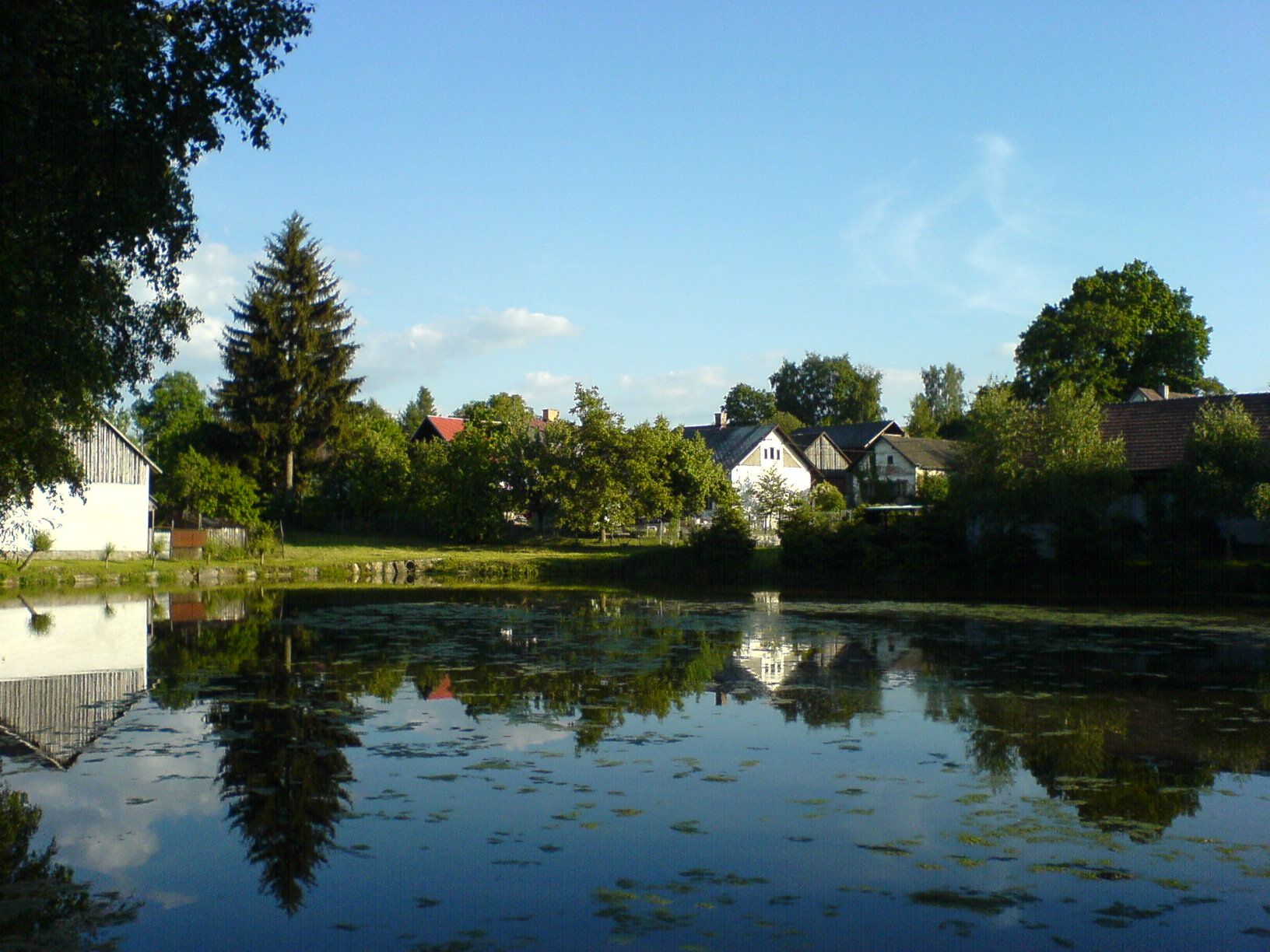
Horní rybník